# Karstenellaceae
Karstenellaceae is een familie van de Pezizomycetes, behorend tot de orde van Pezizales.

## Taxonomie
De familie Karstenellaceae bestaat uit slechts één geslacht: Karstenella.